# 藥師実芳
藥師 実芳（やくし みか、1989年 - ）は、LGBTの子ども・若者を支援するNPO・特定非営利活動法人ReBit（リビット）の創設者・代表理事である。

## 経歴
京都府出身。3歳から9歳までアメリカで、9歳から17歳まで神奈川県で生活した。現在は東京都在住。国際基督教大学高等学校、早稲田大学商学部卒業。
2009年、大学在学中に特定非営利活動法人ReBitの前進となる「早稲田大学公認学生団体Re:Bit」を設立。2014年、「特定非営利活動法人ReBit」を設立。2014年より新宿区自殺総合対策若者支援対策専門部会委員を務める。2015年より世田谷区第二次男女共同参画プラン策定検討委員を務める。
「人間力大賞」受賞。2016年、ダボス会議で知られる世界経済フォーラムに任命された若者によるコミュニティ「グローバルシェイパーズコミュニティ」の一員となる。FtMトランスジェンダーを公言している。

## 著書・執筆

### 書籍
- 『ＬＧＢＴってなんだろう？〜からだの性・こころの性・好きになる性』古堂達也・小川奈津己・笹原千奈未共著、合同出版、2014年。ISBN 978-4772611985。
- 『ＬＧＢＴ問題と教育現場：いま、わたしたちにできること 』早稲田大学教育総合研究所監修、学文社〈早稲田教育ブックレット〉、2015年。ISBN 978-4762025341。（担当：「ＬＧＢＴの子どもも過ごしやすい学校について考える」）
- 『ＬＧＢＴサポートブック　学校・病院で必ず役立つ』はたちさこ他編著、保育社、2016年。ISBN 978-4-586-08552-1。（担当：「悩み苦しんでいる子どもに、どのように関わったらよいのでしょうか」「こんなときどう対応する？　就職は希望の性別でしたいという相談がありました」）
- 三成美保、藥師実芳、隠岐さや香、髙橋裕子ほか 著、三成美保 編『教育とLGBTIをつなぐ―学校・大学の現場から考える』青弓社、2017年5月30日。ISBN 978-4787234155。
- 三成美保、名古道功、村木真紀、後藤純一、木村愛子、永野靖、藥師実芳 著、三成美保 編『LGBTIの雇用と労働―当事者の困難とその解決方法を考える』晃洋書房、2019年7月20日。ISBN 978-4771030275。

### 雑誌
- 藥師実芳「ＬＧＢＴの就活支援－約13人に1人の求職者のためにできること－」『季刊　労働者の権利』312号（日本労働弁護団）2015年